# Danava
Die Danavas (Sanskrit दानव dānava m.) sind dämonische Wesen im Hinduismus und gehören zu den Asuras.

## Mythologie
Die Danavas gelten als Kinder von Danu und dem Weisen Kashyapa. Ihr Haupt ist Viprachitti, der durch Holika Vater von Rahu. Sie leben in der Unterwelt (Patala) und sind Feinde der Götter.
Puloman, ein anderer Danava, ist der Vater von Sachi, die der Donnergott Indra in Raubehe wegführte. Puloman verfluchte darauf den Donnergott, wurde aber von diesem getötet.